# Технічний університет Ейндговена
Технічний університет Ейндговена (TU / e , нід. Technische Universiteit Eindhoven) — технічний університет, розташований в Ейндговені. Девіз університету: Mens agitat molem (Дух рухає матерією).

## Історія
Університет був заснований 15 червня 1956, першим ректором став фізик Хенк Доргело. Ейндговенський університет став другим після Делфтського технічним університетом Нідерландів. У Ейндговені викладали такі вчені як один з авторів концепції структурного програмування і лауреат премії Тюрінга Едсгер Дейкстра, лауреат Нобелівської премії з хімії Арчер Джон Портер Мартін; серед випускників Технічного університету Ейндговена імена Герарда Клейстерле президента Royal Philips Electronics і Кеєса Схаухамера Іммінка, співавтора винаходу алгоритмів кодування інформації на касетних (DV) і дискових (CD, DVD і Blu-Ray) носіях.
Сьогодні університет налічує близько 7500 студентів, 600 аспірантів, 250 професорів і 3000 інших співробітників. Навчання в університеті організовано з одинадцяти спеціальностей у бакалавратурі та дев'ятнадцяти — у магістратурі. Студентам може бути надана стипендія.

## Факультети
- Біомедичної технології
- Цивільного будівництва
- Математики і інформатики
- Механічний
- Прикладної фізики
- Виробничої інженерії
- Промислового дизайну
- Хімічної технології
- Електротехніки

В рамках інституту Стана Аккерманса університет організовує ряд післямагістерських дворічних програм, випускники яких отримують ступінь Professional Doctorate in Engineering (PDEng):
- Управління архітектурними системами (факультет цивільного будівництва)
- Дизайн і технологія інструментів (факультет прикладної фізики)
- Дизайн продуктів і процесів (факультет хімічної технології)
- Інформаційні технології (факультет електротехніки)
- Логістика (факультет виробничої інженерії)
- Програмне забезпечення (факультет математики та інформатики, відділення інформатики)
- Промислова математика (факультет математики та інформатики, відділення математики)
- Людино-комп'ютерна взаємодія (факультет промислового дизайну).